# Urbanismo táctico

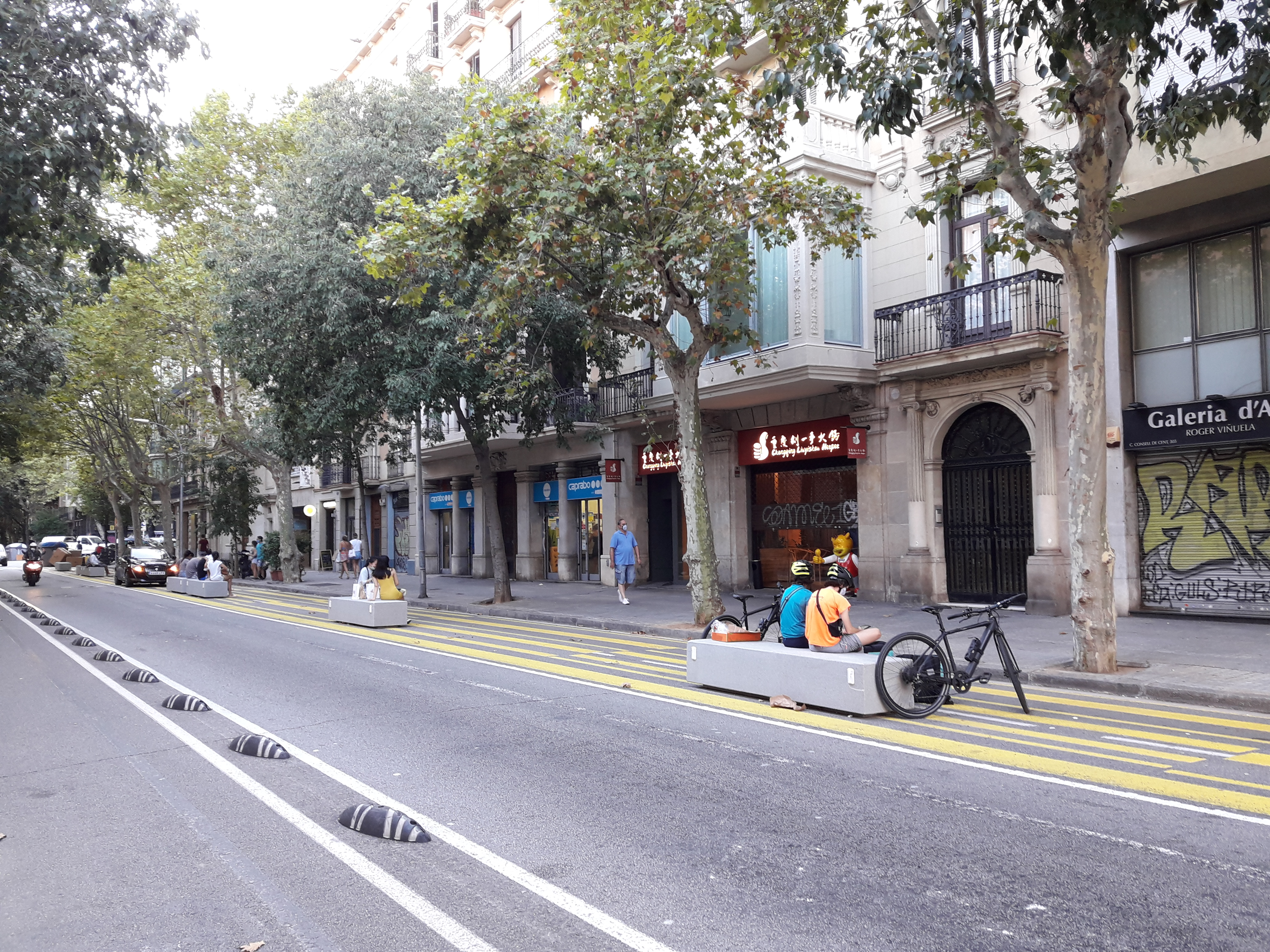
La ciudad de Barcelona ha utilizado pintura, bancos, macetas o separadores viales para conseguir más espacio peatonal y ciclista en poco tiempo y de forma económica.

El urbanismo táctico es un enfoque en la planificación e intervención del espacio urbano caracterizado por un bajo coste, pequeña escala, rapidez en la ejecución, reversibilidad y por la participación ciudadana en la toma de decisiones. El objetivo es transformar la ciudad para hacerla más agradable, acogedora, sostenible y segura a partir del cuestionamiento del uso y ocupación de los espacios públicos.
Habitualmente el urbanismo táctico emplea elementos urbanísticos efímeros y portátiles, como pintura o mobiliario urbano, para marcar el nuevo uso de ese espacio sin la alteración de la infraestructura. Esto permite evaluar experimentalmente si la intervención tiene el efecto deseado, si pueden incluirse mejoras o si el cambio de uso debe hacerse permanente.
El término urbanismo táctico se popularizó a partir de la segunda mitad de la década de los 2000 para referirse a multitud de acciones ciudadanas y de activismo urbano que comenzaron a emerger por todo el mundo y cuyo objetivo común era reconquistar espacios para la ciudadanía y que los propios vecinos pudieran participar en el modelado de su entorno cotidiano.
El urbanismo táctico está influenciado, entre otros, por las contribuciones de urbanistas, arquitectos, geógrafos humanos, sociólogos o filósofos como Jane Jacobs, Peter Hall, Hannah Arendt, Jürgen Habermas, Paul Davidoff o David Harvey.
Dependiendo de la perspectiva ideológica, de la duración de la intervención o de si estas acciones son llevadas a cabo por instituciones o por activistas, el concepto también recibe el nombre de urbanismo emergente, urbanismo de guerrilla, urbanismo punk, urbanismo participativo, urbanismo precario, urbanismo de abajo arriba, prototipado urbano o planificar haciendo.